# Vaccinium lautum
Vaccinium lautum là một loài thực vật có hoa trong họ Thạch nam. Loài này được (Ashe) Sleumer miêu tả khoa học đầu tiên năm 1941.